# Fausto Etchegoin
Fausto Etchegoin fue un actor cinematográfico y autor teatral argentino.

## Carrera
Etchegoin fue un actor y galán de la Época de Oro del cine argentino. A lo largo de su carrera trabajó con figuras del cine y el tango como Hugo del Carril, María de la Fuente, Gloria Ferrandiz, Herminia Franco, Lolita Torres, Délfor Medina, Mecha López, Paulina Singerman, Alberto Vila, Perla Mary, Hilda Sour, César Fiaschi, Aurelia Musto, Jerónimo Podestá, Amelia Lamarque, Miguel Leporace, entre otras.

### Filmografía
- 1938: Puerta cerrada
- 1939: Nativa
- 1940: Explosivo 008
- 1942: Su primer baile
- 1942: Así te quiero
- 1952: Las aguas bajan turbias o El infierno verde
- 1954: Los lobos del palmar
- 1956: Horizontes de piedra[2]

### Teatro
En teatro se desempeñó como actor y autor de obras teatrales.
Desde 1914 hasta 1917 hizo, junto a Eduardo Caselli, el sainete en tres actos titulado, Donde menos se piensa salta la liebre, estrenada en el Atlético Boxing Club.
En 1936 trabajó  en El santo de Roberto Brocco, con la Compañía de Orestes Caviglia, con Rafael Diserio, Dora Martínez y Francisco Petrone.